# Idea hypermnestra
Idea hypermnestra is een vlinder uit de familie Nymphalidae, onderfamilie Danainae.
De wetenschappelijke naam van de soort is voor het eerst geldig gepubliceerd in 1848 door John Obadiah Westwood.